# رودا جريفيس
رودا جريفيس (بالإنجليزية: Rhoda Griffis) (و. 1965  م) هي ممثلة تلفزيونية، وممثلة أفلام، وممثلة صوت أمريكية، ولدت في رالي، كارولاينا الشمالية.

## الأعمال

### أفلام
| السنة | العنوان | الدور        |
| ----- | ------- | ------------ |
| 2013  | +1      | السيدة هوارد |

## روابط خارجية
- رودا جريفيس على موقع IMDb (الإنجليزية)
- رودا جريفيس على موقع روتن توميتوز (الإنجليزية)
- رودا جريفيس على موقع ألو سيني (الفرنسية)
- رودا جريفيس على موقع أول موفي (الإنجليزية)
- رودا جريفيس على موقع قاعدة بيانات الأفلام السويدية (السويدية)
- رودا جريفيس على موقع قاعدة بيانات الفيلم (الإنجليزية)
- رودا جريفيس على موقع كينوبويسك (الروسية)